# بولاق الدكرور
بولاق الدكرور  هو حي شعبي من أحياء مدينة الجيزة في  مصر، يقع غرب الدقي والمهندسين وشمال شارع الملك فيصل وحي الهرم وجنوب إمبابة وبشتيل.

## تسمية وتاريخ
حي بولاق الدكرور : وهو من القرى القديمة وردت في قوانين الدواوين وتحفة الإرشاد باسم بولاق. وأصل الاسم كلمة بولاق هو بلاق بكسر الباء وهي كلمة مصرية قديمة معناها المرساة أو الموردة، وقد أطلق هذا الاسم على بولاق لأنها كانت الموردة قبل إنشاء الجيزة ثم حرف اسمها إلى بولاق.
وهو الأمر الذي تكرر بعد ذلك في عهد السلطان الناصر محمد بن قلاوون عندما أنشأ مدينة جديدة على النيل تجاه القاهرة في عام 713هـ/1313 م وأطلق عليها اسم بولاق أيضا لأنها صارت مرساة ترسو فيها السفن القادمة إلى القاهرة والمبحرة.
غير أن تسميتها ببولاق الدكرور ترجع إلى عهد الخليفة المعز لدين الله الفاطمي 365-386/975-996 عندما نزل ببولاق الشيخ أبو محمد يوسف بن عبد الله الدكروري، كان الناس يعتقدون فيه الخير والصلاح، فاشتهرت القرية باسم بولاق الدكروري.
وكانت مساكن بولاق الدكرور واقعة على شاطئ النيل الغربي في شمال سكن قرية الدقي وقت أن كان النيل يجري تحت سكن القريتين المذكورتين، وعليه ساقيتان لري أراشيهما الزراعية. عرفت الأولى بساقية بيان والثانية بساقية خواجا.
هذا وكانت بولاق الدكرور إحدى قرى محافظة الجيزة، ثم دخلت منذ عام 1967 في زمام مدينة الجيزة، وأصبحت مقرا لأحد أقسامها الإدارية يتبعها بعض الشياخات.

## شياخات
يقسم حي بولاق الدكرور إلى خمس مناطق:
- منطقة ناهيا (يبدأ شارع ناهيا من كوبري بولاق إلى قريه ناهيا).
- شارع همفرس (يوازي شارع ناهيا من بدايته وينتهي في ميدان الطابق)
- كفر حكيم
- المعتمدية
- برك الخيام
- أبو قتادة
- منطقه زنين